# Hermya albomicans
Hermya albomicans là một loài ruồi trong họ Tachinidae.